# 거제 반씨
거제 반씨(巨濟潘氏)는 경상남도 거제를 본관으로 하는 한국의 성씨이다.
시조 반부(潘阜)는 남송 이종 때 한림학사(翰林學士)를 거쳐 이부상서(吏部尙書)를 지내고, 고려에 귀화하여 원종과 충렬왕 때 정당문학(政堂文學)을 역임하였으며, 기성부원군(岐城府院君)에 봉해졌다.

## 기원
반씨의 비조는 주나라 시조(始祖)인 문왕 희창의 아들이자, 무왕 희발의 동생으로, 무왕 때 은나라 정벌 후 필나라 공작(畢公)에 봉해져 제후가 된 필나라 시조 희고(姬高)이다. 성왕과 강왕까지 삼대를 보필하며, 관직은 태사(太史)에 이르렀다. 희고의 아들 계손이 반(潘) 땅에 봉해진 이후 그 후손들이 반씨를 이루었다. 반씨는 춘추시대 이후 유학자와 재상을 많이 배출하여 명문으로 일컬어졌다.

## 역사
거제 반씨(巨濟潘氏) 시조 반부(潘阜)는 남송 이종(理宗) 때 문과에 장원하여 한림학사를 거쳐 이부상서를 지냈다. 그는 몽골 정벌을 간청하였으나, 가사도(賈似道)가 그를 미워하여 몽골에 사신으로 보내 은밀히 죽이게 하였다. 원나라 세조 쿠빌라이는 문무를 겸비한 그의 재주를 보고 죽이지 않고 벼슬을 내려 부하로 삼으려 하였으나, 그는 사양하였다. 그 무렵 고려 충렬왕이 세자로 몽골에 있었는데, 그의 충의를 높이 사 뒤를 따라나온 김방경에게 그를 고려로 데려가라고 부탁하였다. 그리하여 그는 뒤에 충렬왕비가 된 제국대장공주를 따라 고려로 오게 되었다. 원종과 충렬왕 때 정당문학(政堂文學)을 지내고, 김방경을 따라 일본 정벌에 공을 세워 시중(侍中)에 올랐으며, 기성부원군(岐城府院君)에 봉해졌다. 기성은 거제의 옛 지명이다. 반부는 65세에 벼슬을 사직하고, 기성으로 내려가 정사(精舍)를 짓고 여생을 마쳤다. 시조 반부의 묘소는 경상남도 거제시 국사봉에 있다.
2세인 둘째 아들 반유항(潘有抗)은 예부 상서를 역임하였고, 3세 반영원(潘永源)은 충숙왕(忠肅王) 때 밀직 상서를 지냈다. 
4세손 반익순(潘益淳)은 우왕 때 문하평리 우시중을 역임하고 충양공(忠襄公)에 봉하여졌다. 그 아들 반복해(潘福海)는 우왕의 수양 아들이 되어 문하찬성사(門下贊成事)에 올랐으며, 추충양절익대좌명보리공신(推忠亮節翊戴佐命輔理功臣)의 호를 받았다.
6세손 반자건(潘自建)이 시중인 배극렴의 사위로써 고려 말·조선 초에 이조판서·예조판서·좌찬성 등을 역임하고, 영평군(永平君)에 봉해졌다.
9세손 반우형(潘佑亨)은 1474년(성종 5) 문과에 급제하고 대사헌을 역임하며 중종반정에 참여해 정국공신(靖國功臣)에 녹권되었으며, 기성군(岐城君)에 봉해졌다.

## 분파
시조로부터 7세에 이르러 분파가 시작되는데, 큰아들 반준(潘濬)이 군수를 하면서 거제 파조가 되고, 반유(潘濡)는 찰방으로 예천 파조가 되며, 이조참의에 증직된 반정(潘珽)이 청도(淸道) 파조가 되었다.
- 광주 반씨(光州潘氏)의 시조 반충(潘忠)은 반부의 7세손이다. 반충은 정헌대부로 공조전서를 역임하고, 조선의 개국공신으로 해양군 광주백에 봉해지면서 광주 반씨로 분적하였다. 반충의 현손인 반석평(潘碩枰)이 중종조에 한성부판윤을 지내고 공조판서와 형조판서를 역임하였다. 반석평의 16세손은 UN 사무총장 반기문이다. 2015년 인구는 10,254명이다.

- 남평 반씨(南平 潘氏) 시조 반유현(潘有賢)은 반부의 8세손이며, 1369년(공민왕 18) 문과에 급제하였다. 5세손 반침(潘琛)은 진도군수를 지내고 남평에 자리잡았다. 그의 증손 반상주(潘尙周) 이후로 전라도 장성(長城)에서 대대로 거주하였다. 2015년 인구는 3,053명이다.

## 인물
- 반익순(潘益淳) : 고려 우왕 때 문하평리(門下評理)를 거쳐 우시중(右侍中)에 제수되었다.
- 반복해(潘福海) : 반익순의 아들. 우왕의 수양아들이 되어 문하찬성사(門下贊成事)에 올랐으며, 추충양절익대좌명보리공신(推忠亮節翊戴佐命輔理功臣)에 녹훈되었다.
- 반제로(潘悌老) : 9세손. 1417년(태종 17년) 식년시(式年試) 문과에 동진사(同進士)로 급제하여 사헌부감찰(司憲府監察)을 역임하였다.
- 반우형(潘佑亨) : 대사헌(大司憲)을 역임하며 중종반정에 참여해 정국공신(靖國功臣)에 녹권되었고, 기성군(岐城君)에 봉해졌다.
- 반하경(潘夏慶) : 일제의 압박으로 국권이 박탈되자 할복자살한 순국지사

## 과거 급제자
거제 반씨(巨濟 潘氏)와 광주 반씨(光州 潘氏)는 조선시대 문과 급제자 5명, 무과 급제자 5명을 배출하였다.
문과
반제로(潘悌老) 반우형(潘佑亨) 반석평(潘碩枰) 반윤기(潘潤沂) 반윤위(潘尹衛)
무과
반경복(潘景福) 반관해(潘觀海) 반달해(潘達海) 반혼(潘渾) 반몽설(潘夢說)
생원시
반우계(潘佑啓) 반인후(潘仁後) 반윤기(潘潤沂)
진사시
반영(潘榮) 반우형(潘佑亨) 반홍(潘洪) 반계영(潘啓榮)

## 인구
- 2000년 10,063명
- 2015년 기성 반씨 7,631명 + 거제 반씨 5,183명 = 12,814명